# Francesco Baldarelli
Francesco Baldarelli (ur. 20 marca 1955 w Fano) – włoski polityk i samorządowiec, poseł do Parlamentu Europejskiego IV kadencji.

## Życiorys
Ukończył nauki polityczne na Università degli Studi di Urbino. Był działaczem Włoskiej Partii Komunistycznej, a po kolejnych przemianach partyjnych działał w Demokratycznej Partii Lewicy i Demokratach Lewicy. Od 1980 zasiadał w radzie miejskiej Fano, był członkiem władz miejskich, później w latach 1988–1990 zastępcą burmistrza, a od 1990 do 1992 burmistrzem swojej rodzinnej miejscowości.
W latach 1994–1999 sprawował mandat eurodeputowanego IV kadencji. Był m.in. członkiem frakcji socjalistycznej, Komisji ds. Rybołówstwa oraz Komisji ds. Rolnictwa i Rozwoju Wsi. Po odejściu z PE zajął się prowadzeniem własnego gospodarstwa rolnego. W 2007 dołączył do Partii Demokratycznej.